# پاننالا
پاننالا (به لاتین: Pannala) یک منطقهٔ مسکونی در سری‌لانکا است که در استان شمال غربی، سری‌لانکا واقع شده‌است.